# Xã Freedom, Quận Adams, Pennsylvania
Xã Freedom (tiếng Anh: Freedom Township) là một xã thuộc quận Adams, tiểu bang Pennsylvania, Hoa Kỳ. Năm 2010, dân số của xã này là 831 người.